# Puerto Gaitán
Puerto Gaitán – miasto w Kolumbii, w departamencie Meta.